# Beat Rüedi
Beat Rüedi (* 19. Februar 1920 in Thusis; † 29. Oktober 2009 in Castino, Italien) war ein Schweizer Eishockeyspieler und -trainer sowie Skirennfahrer.

## Karriere

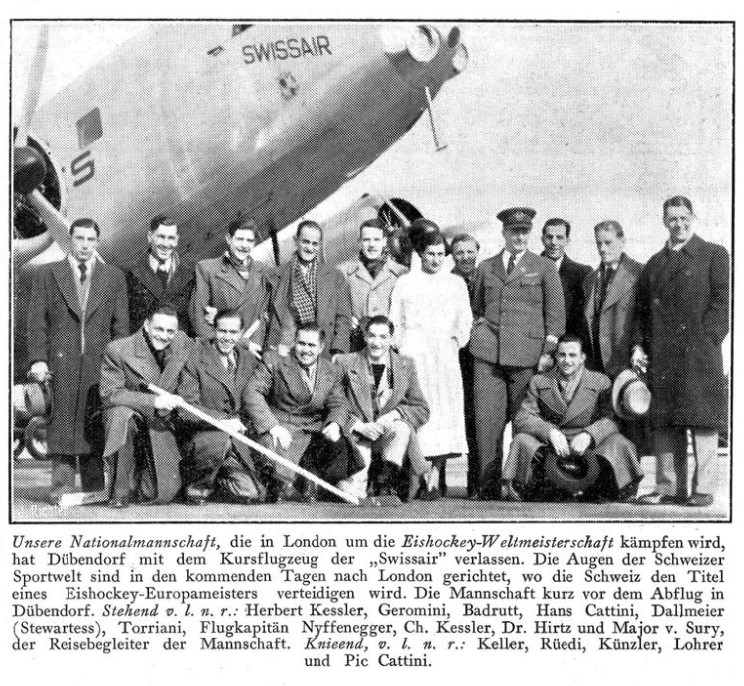
Schweizer Eishockeynationalmannschaft mit Beat Rüedi vor dem Abflug zur Eishockey-Weltmeisterschaft 1937

Rüedi gewann als 17-Jähriger 1937 die traditionsreiche Abfahrt des Parsenn-Derbys in Davos. Später machte er sich im Eishockey einen Namen. Als Verteidiger gewann er mit dem HC Davos bis 1950 zwölfmal die Schweizer Meisterschaft. Danach spielte er für den HC Ambrì-Piotta und den HC Lugano, teilweise als Spielertrainer. 
1937 nahm Rüedi an der Eishockey-Weltmeisterschaft 1937 in London teil. Für die Schweizer Nationalmannschaft erzielte Rüedi insgesamt 24 Tore in 57 Länderspielen, darunter der erste Sieg der Schweiz gegen Kanada am 25. Januar 1948 in Basel. Bei den Olympischen Winterspielen 1948 in St. Moritz gewann er mit dem Schweizer Team die Bronzemedaille. Im Turnierverlauf erzielte er in fünf Spielen zwei Tore.
Von 1960 bis 1962 betreute er die Schweizer Nationalmannschaft als Nationaltrainer, unter anderem bei den  Weltmeisterschaften 1961 und 1962.

## Erfolge

### Ski Alpin
- Sieg im Abfahrtslauf des Parsenn-Derbys 1937

### Eishockey National
- 12-facher Schweizer Eishockey-Meister mit dem HC Davos
- 5-facher Gewinner des Spengler Cups mit dem HC Davos

### Eishockey International
- 1937 Bronzemedaille bei der Weltmeisterschaft

- Silbermedaille bei der Europameisterschaft

- 1939 Bronzemedaille bei der Weltmeisterschaft

- Goldmedaille bei der Europameisterschaft

- 1948 Bronzemedaille bei den Olympischen Winterspielen

- Bronzemedaille bei der Weltmeisterschaft
- Silbermedaille bei der Europameisterschaft